# Dionisio Hortelano Hortelano
Dionisio Hortelano Hortelano (n. 1908) va ser un mestre i militar espanyol.

## Biografia
Nascut a Conca el 5 de desembre de 1908, era mestre nacional de professió. Va ser col·laborador del periòdic Heraldo de Cuenca.
Després de l'esclat de la Guerra civil s'uniria a l'Exèrcit Popular de la República. Va obtenir el comandament de la 29a Brigada Mixta, en el front de la serra, participant en la fallida ofensiva de Segòvia. També va arribar a manar durant algun temps la 1a Divisió. En la tardor de 1937 va assumir el comandament de la 1a Brigada Mixta, amb la qual prendria part en les batalles de Terol i Aragó. Posteriorment, a mitjan 1938, li va ser lliurat el comandament de la 101a Divisió —després canviada de nom com 61a Divisió.